# Сая-ди-Малья
Сая-ди-Малья (англ. Saya de Malha Bank) — крупнейшая подводная банка, часть обширного подводного Маскаренского плато. Расположена к северо-востоку от Мадагаскара, юго-востоку от Сейшельских островов, к северу от Маврикия и островов Каргадос-Карахос. Находится в исключительной экономической зоне Маврикия. Ближайшие острова: Маврикийские острова Агалега (300 км) и сейшельский остров Котиви (400км). В 280 км к югу находится другая большая банка Маскаренского плато — Назарет.
Площадь банки достигает 40 808 км², она состоит из меньшей Северной банки (также банка Ричи, 5800 км²) и большей Южной Банки (35 000 км²). Если Южную банку считать погруженным атоллом, то она будет крупнейшим атоллом на планете, втрое превосходя по размеру Чагос. Северная Банка также могла бы считаться одним из крупнейших атоллов мира. Северная и Южная Банки имеют разное происхождение, их разделяет разлом. Считается, что 64 — 69 миллионов лет назад Южная Банка и Банк Чагос были одной структурой, но затем разделились в результате движения тектонических плит.
Банка Сая-ди-Малья состоит из ряда узких отмелей с глубинами от 17 до 29 м. Они расположены полукругом вокруг бывшей лагуны с глубинами до 73 м, находящейся на юго-востоке. Самым мелким местом считается Пойденот Рок с глубиной 8 м и еще одна неназванная точка в 145 км на северо-запад с глубиной до 7 м. Банки покрыты морской травой вперемешку с коралловыми рифами. Ввиду их отдалённости, банки являются наименее изученной морской экосистемой планеты. Они являются местом брачных игр горбатых и синих китов.
Банка получила имя от португальцев, встретивших её на пути из Африки в Индию. Первое исследование было предпринято в 1838 г. Робертом Морсби, капитаном британского флота, до этого исследовавшим Лаккадивские и Мальдивские острова, банку Чагос и Красное море. Банка Сая-де-Малья была последним пунктом исследования, умершего вследствие болезни Морсби.
Банка была сформирована около 35 миллионов лет назад горячей точкой Реюньона, состоит из базальтовых скал, перекрытых известняком. Прежде она, вероятно, была гористыми вулканическими островами наподобие Маврикия и Реюньона, впоследствии погрузившимися, хотя ещё в эпоху плейстоцена здесь, возможно, были низкие острова, ввиду понижения уровня Мирового океана во время последнего ледникового периода.
Банка Сая-ди-Малья была местом попытки создания искусственного острова, предпринятой Вольфом Хилберцом и Томасом Горо. Они планировали ускорить рост кораллов вокруг специально погруженной стальной конструкции, установленной на дне Северной банки на глубине 11 м. Предполагалось, что остров станет микрогосударством Атопия или Сая-Атопия, хотя данный участок моря находится в исключительной экономической зоне Маврикии.